# アメリカ合衆国上院議員の部類

州ごとの選出上院議員の部類
1部と2部
1部と3部
2部と3部

アメリカ合衆国上院議員の部類（アメリカがっしゅうこくじょういんぎいんのぶるい）とは、改選年を同じくするアメリカ合衆国上院議員のグループであるクラス (Class) を指す。上院議員は3つの部のいずれかに属する。

## 憲法の規定
アメリカ合衆国憲法では、連邦政府の上院議員の任期は6年と規定されており、また議員の3分の1が2年ごとに改選されるように規定されている。この記述は第一条第三節にある。具体的な記述は以下の通りである。
The Senate of the United States shall be composed of two Senators from each State, chosen by the Legislature thereof, for six Years; and each Senator shall have one Vote.
合衆国上院は、各州が2名ずつ選出する上院議員で組織される。その選出は州議会が行い、その任期は6年とする。各上院議員は、1票の投票権を有する。
Immediately after they shall be assembled in Consequence of the first Election, they shall be divided as equally as may be into three Classes. The Seats of the Senators of the first Class shall be vacated at the Expiration of the second Year, of the second Class at the Expiration of the fourth Year, and of the third Class at the Expiration of the sixth Year, so that one third may be chosen every second Year; and if Vacancies happen by Resignation, or otherwise, during the Recess of the Legislature of any State, the Executive thereof may make temporary Appointments until the next Meeting of the Legislature, which shall then fill such Vacancies.
第1回選挙の結果に基づいて、上院議員が集会した時、直ちにこれをできるだけ均等な3部に分ける。第1部の議員は2年目の終わりに、第2部の議員は4年目の終わりに、第3部の議員は6年目の終わりに、それぞれ議席を失うものとする。これにより、議員の3分の1が2年ごとに改選されるようになる。もし、いずれの州においても、州議会の休会中に、辞職その他の理由で欠員を生じた場合には、州の行政府は、州議会が次の開会時に補充を行うまでの問、臨時の任命をすることができる。

## 第1部
第1部の上院議員は33名で構成され、西暦年を6で除算したときの剰余が1と等しい年が任期末であり、改選選挙はその前年に実施される。1789年に着任した第1部の上院議員の任期は2年であり、その以降の任期末年は1791年、1797年、1803年、1809年、1815年、1821年、1827年、1833年、1839年、1845年、1851年、1857年、1863年、1869年、1875年、1881年、1887年、1893年、1899年、1905年、1911年、1917年、1923年、1929年、1935年、1941年、1947年、1953年、1959年、1965年、1971年、1977年、1983年、1989年、1995年、2001年、2007年、2013年、2019年であった。
現在に第1部の議員が選出される州はアリゾナ州、カリフォルニア州、コネチカット州、デラウェア州、フロリダ州、ハワイ州、インディアナ州、メイン州、メリーランド州、マサチューセッツ州、ミシガン州、ミネソタ州、ミシシッピ州、ミズーリ州、モンタナ州、ネブラスカ州、ネバダ州、ニュージャージー州、ニューメキシコ州、ニューヨーク州、ノースダコタ州、オハイオ州、ペンシルバニア州、ロードアイランド州、テネシー州、テキサス州、ユタ州、バーモント州、バージニア州、ワシントン州、ウェストバージニア州、ウィスコンシン州、ワイオミング州である。

## 第2部
第2部の上院議員は33名で構成され、西暦年を6で除算したときの剰余が3と等しい年が任期末であり、改選選挙はその前年に実施される。1789年に着任した第2部の上院議員の任期は4年であり、その以降の任期末年は1793年、1799年、1805年、1811年、1817年、1823年、1829年、1835年、1841年、1847年、1853年、1859年、1865年、1871年、1877年、1883年、1889年、1895年、1901年、1907年、1913年、1919年、1925年、1931年、1937年、1943年、1949年、1955年、1961年、1967年、1973年、1979年、1985年、1991年、1997年、2003年、2009年、2015年、2021年であった。
現在に第2部の議員が選出される州はアラバマ州、アラスカ州、アーカンソー州、コロラド州、デラウェア州、ジョージア州、アイダホ州、イリノイ州、アイオワ州、カンザス州、ケンタッキー州、ルイジアナ州、メイン州、マサチューセッツ州、ミシガン州、ミネソタ州、ミシシッピ州、モンタナ州、ネブラスカ州、ニューハンプシャー州、ニュージャージー州、ニューメキシコ州、ノースカロライナ州、オクラホマ州、オレゴン州、ロードアイランド州、サウスカロライナ州、サウスダコタ州、テネシー州、テキサス州、バージニア州、ウェストバージニア州、ワイオミング州である。

## 第3部
第3部の上院議員は34名で構成され、西暦年を6で除算したときの剰余が5と等しい年が任期末であり、改選選挙はその前年に実施される。1789年に着任した第3部の上院議員の任期は6年であり、その以降の任期末年は1795年、1801年、1807年、1813年、1819年、1825年、1831年、1837年、1843年、1849年、1855年、1861年、1867年、1873年、1879年、1885年、1891年、1897年、1903年、1909年、1915年、1921年、1927年、1933年、1939年、1945年、1951年、1957年、1963年、1969年、1975年、1981年、1987年、1993年、1999年、2005年、2011年、2017年、2023年であった。
現在に第3部の議員が選出される州はアラバマ州、アラスカ州、アリゾナ州、アーカンソー州、カリフォルニア州、コロラド州、コネチカット州、フロリダ州、ジョージア州、ハワイ州、アイダホ州、イリノイ州、インディアナ州、アイオワ州、カンザス州、ケンタッキー州、ルイジアナ州、メリーランド州、ミズーリ州、ネバダ州、ニューハンプシャー州、ニューヨーク州、ノースカロライナ州、ノースダコタ州、オハイオ州、オクラホマ州、オレゴン州、ペンシルバニア州、サウスカロライナ州、サウスダコタ州、ユタ州、バーモント州、ワシントン州、ウィスコンシン州である。

## 各州選出の上院議員の部類
| 州                   | 第1部 | 第2部 | 第3部 |
| -------------------- | ----- | ----- | ----- |
| アラバマ州           | No    | Yes   | Yes   |
| アラスカ州           | No    | Yes   | Yes   |
| アリゾナ州           | Yes   | No    | Yes   |
| アーカンソー州       | No    | Yes   | Yes   |
| カリフォルニア州     | Yes   | No    | Yes   |
| コロラド州           | No    | Yes   | Yes   |
| コネチカット州       | Yes   | No    | Yes   |
| デラウェア州         | Yes   | Yes   | No    |
| フロリダ州           | Yes   | No    | Yes   |
| ジョージア州         | No    | Yes   | Yes   |
| ハワイ州             | Yes   | No    | Yes   |
| アイダホ州           | No    | Yes   | Yes   |
| イリノイ州           | No    | Yes   | Yes   |
| インディアナ州       | Yes   | No    | Yes   |
| アイオワ州           | No    | Yes   | Yes   |
| カンザス州           | No    | Yes   | Yes   |
| ケンタッキー州       | No    | Yes   | Yes   |
| ルイジアナ州         | No    | Yes   | Yes   |
| メイン州             | Yes   | Yes   | No    |
| メリーランド州       | Yes   | No    | Yes   |
| マサチューセッツ州   | Yes   | Yes   | No    |
| ミシガン州           | Yes   | Yes   | No    |
| ミネソタ州           | Yes   | Yes   | No    |
| ミシシッピ州         | Yes   | Yes   | No    |
| ミズーリ州           | Yes   | No    | Yes   |
| モンタナ州           | Yes   | Yes   | No    |
| ネブラスカ州         | Yes   | Yes   | No    |
| ネバダ州             | Yes   | No    | Yes   |
| ニューハンプシャー州 | No    | Yes   | Yes   |
| ニュージャージー州   | Yes   | Yes   | No    |
| ニューメキシコ州     | Yes   | Yes   | No    |
| ニューヨーク州       | Yes   | No    | Yes   |
| ノースカロライナ州   | No    | Yes   | Yes   |
| ノースダコタ州       | Yes   | No    | Yes   |
| オハイオ州           | Yes   | No    | Yes   |
| オクラホマ州         | No    | Yes   | Yes   |
| オレゴン州           | No    | Yes   | Yes   |
| ペンシルベニア州     | Yes   | No    | Yes   |
| ロードアイランド州   | Yes   | Yes   | No    |
| サウスカロライナ州   | No    | Yes   | Yes   |
| サウスダコタ州       | No    | Yes   | Yes   |
| テネシー州           | Yes   | Yes   | No    |
| テキサス州           | Yes   | Yes   | No    |
| ユタ州               | Yes   | No    | Yes   |
| バーモント州         | Yes   | No    | Yes   |
| バージニア州         | Yes   | Yes   | No    |
| ワシントン州         | Yes   | No    | Yes   |
| ウェストバージニア州 | Yes   | Yes   | No    |
| ウィスコンシン州     | Yes   | No    | Yes   |
| ワイオミング州       | Yes   | Yes   | No    |

## 新州の加入
新たに合衆国に加入する州は上院議員を2名選出する。2名の新上院議員は、選挙時の得票数の多寡などに関わりなくコイントスで所属する部が決められる。部の新たな定員は、相互の人数差が1名以内になるようにする。